# Everland
Курорт Эверленд — парк развлечений, находящийся в городе Йонъин, пригороде Сеула, Южная Корея.
Эверленд является крупнейшим развлекательным комплексом в Южной Корее. В 2002 году Эверленд занял шестое место по посещаемости среди всех парков развлечений мира. В парке работает крупнейший в Южной Корее аттракцион американские горки «T Express», протяжённостью 1,7 км. Наряду с аттракционами в Эверленде есть также зоопарк и аквапарк. Эверленд принадлежит компании Samsung Everland, входящей в группу компаний Samsung.
Парк разделён на 5 больших участков: Global Fair, Zoo-Topia, European Adventure, Magic Land и American Adventure.

## Посещаемость
| 2008      | 2009      | 2010      | 2011      | Рейтинг посещаемости в мире |
| --------- | --------- | --------- | --------- | --------------------------- |
| 6,600,000 | 6,169,000 | 6,884,000 | 6,570,000 | 12                          |

## Галерея

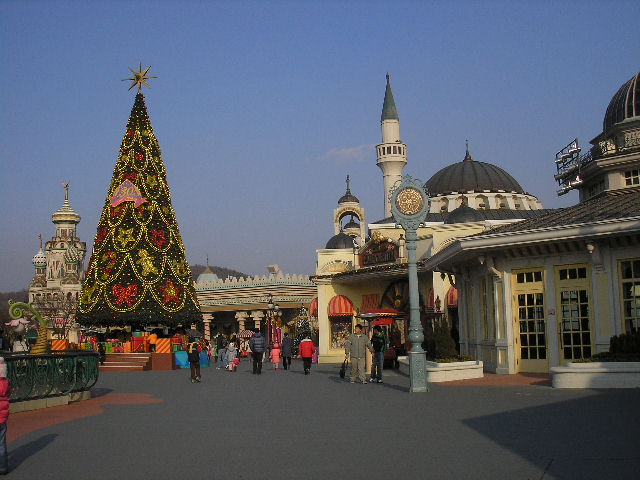
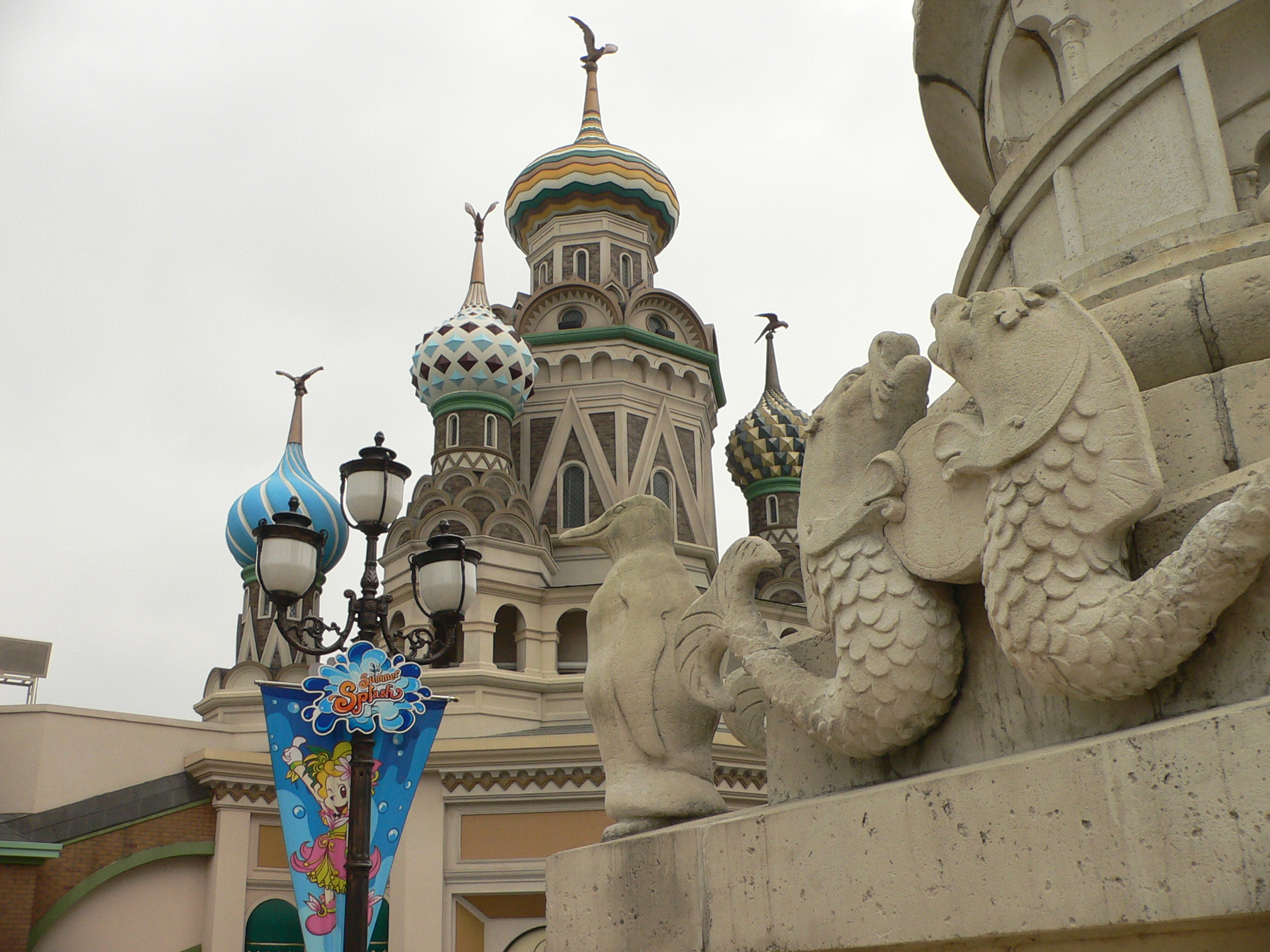
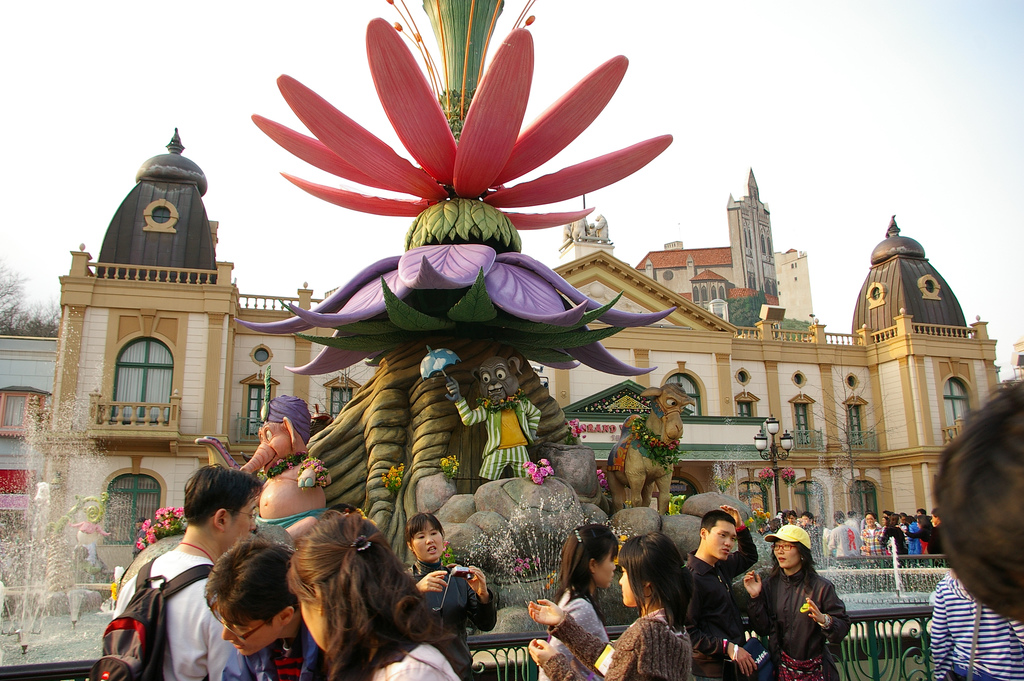
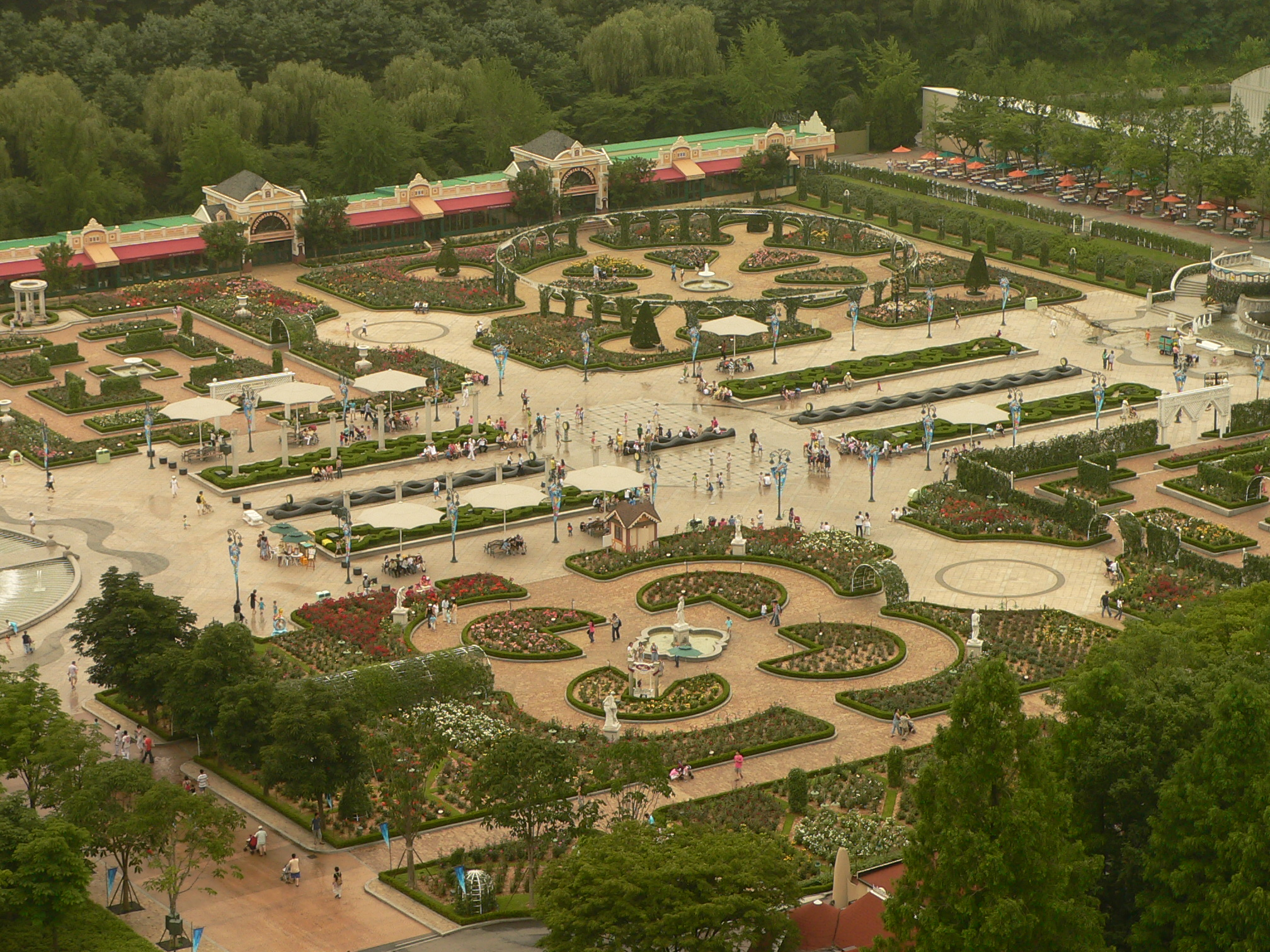
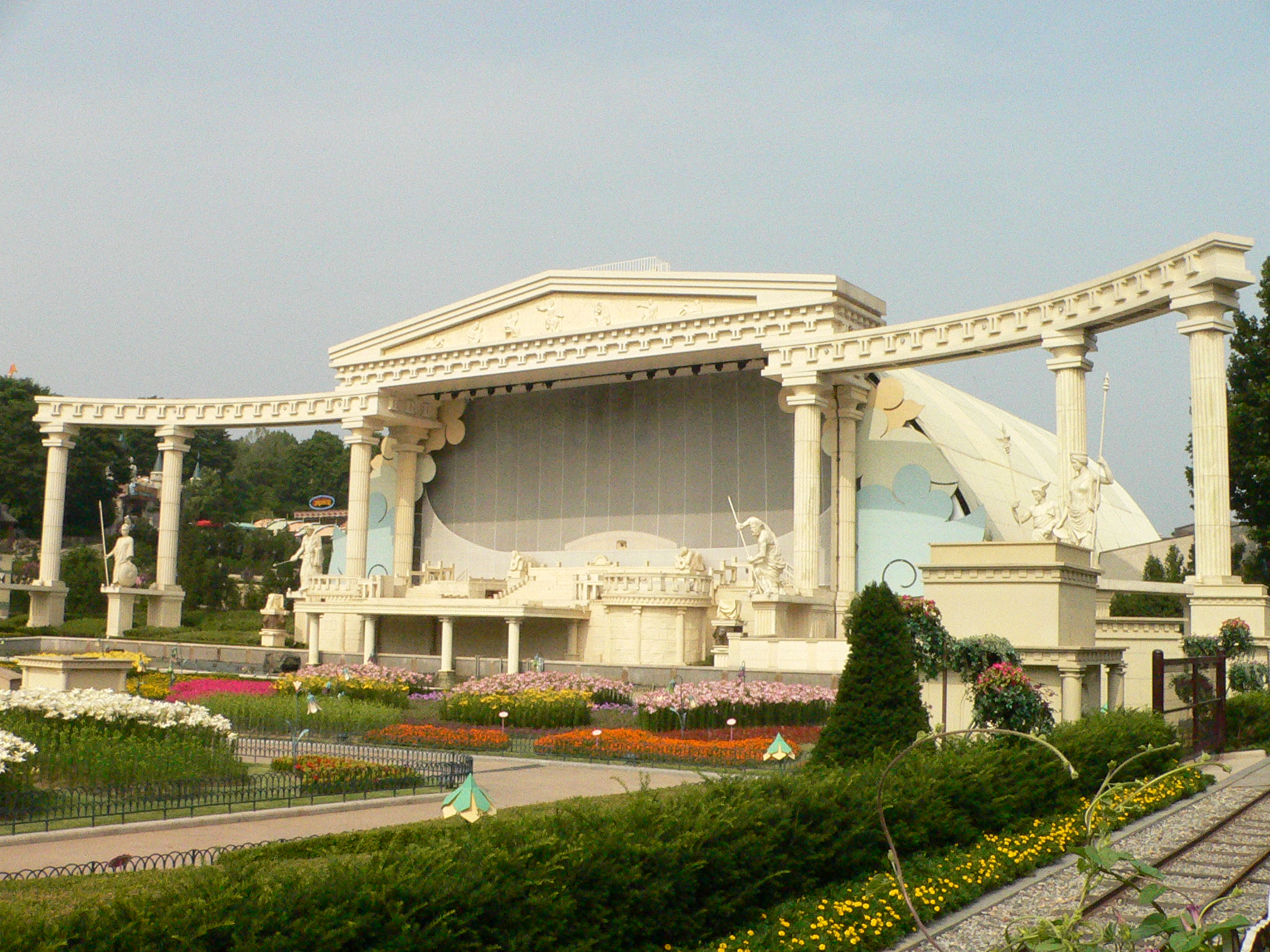
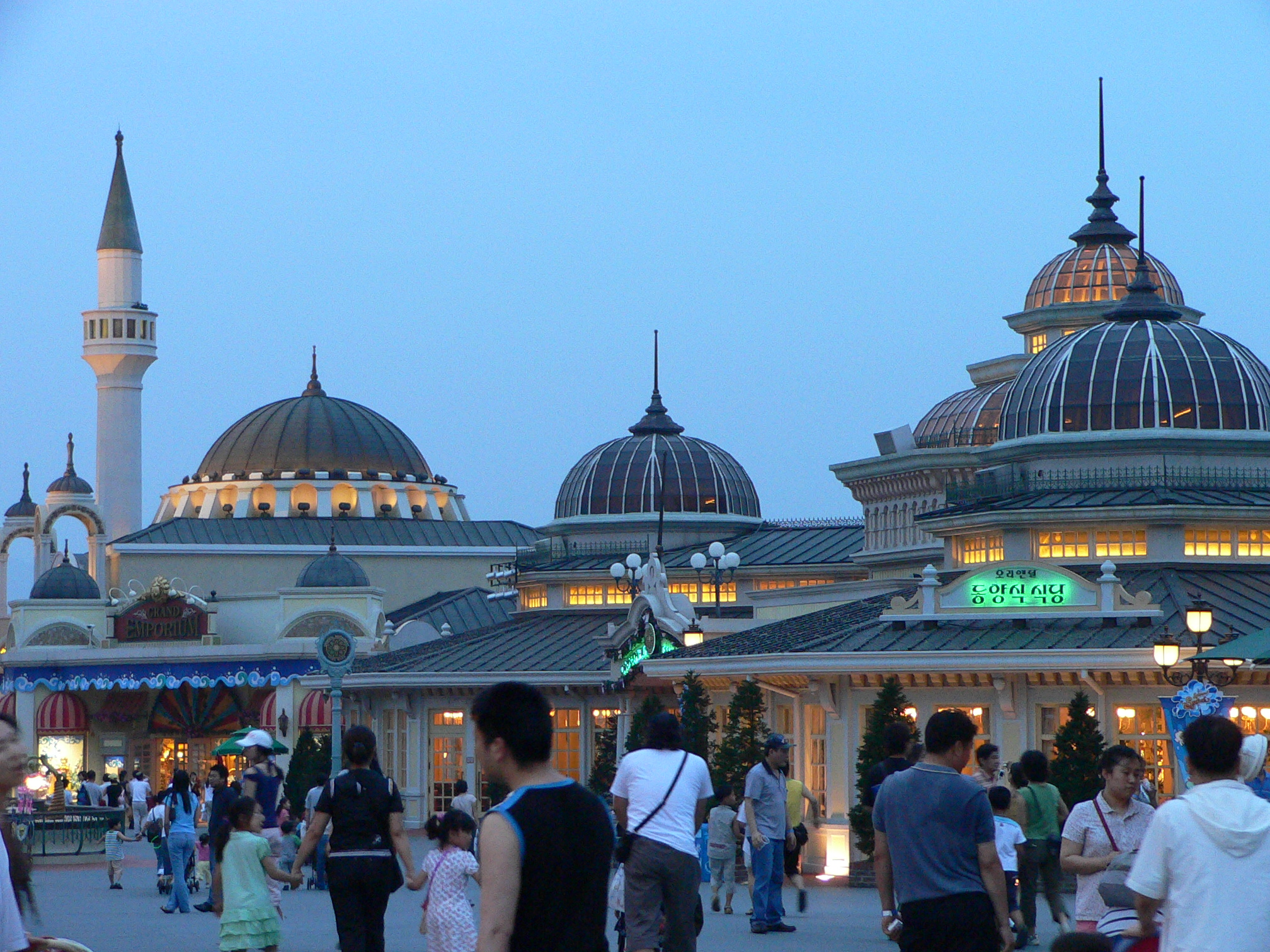
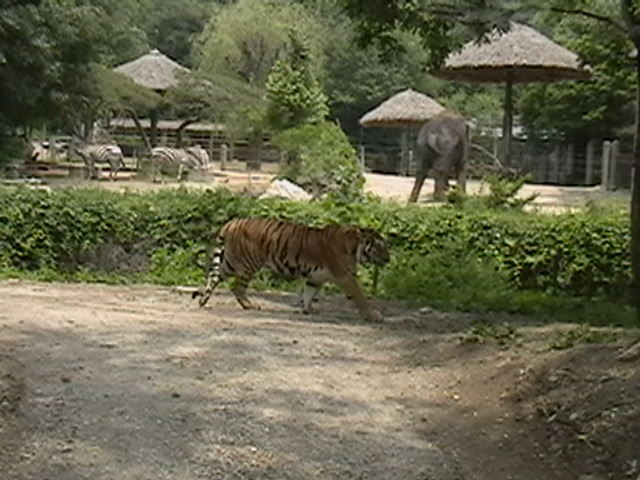
Тигр из зоопарка
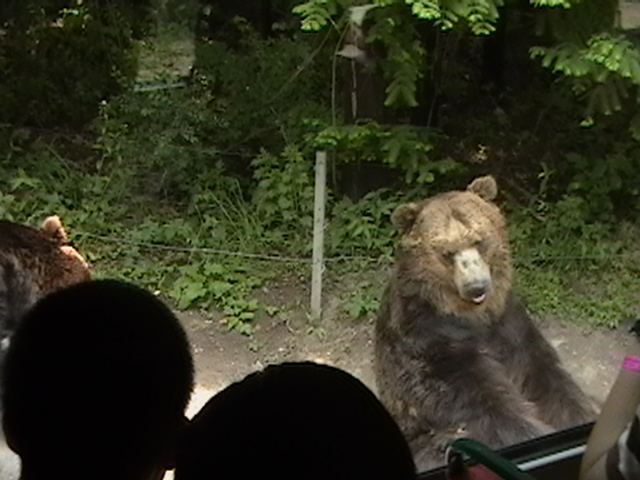
Сафари в Эверленде